# Prader-Willi syndrom
Prader-Willi syndrom (forkortet PWS) er en sjælden og medfødt uhelbredelig sygdom. PWS er diagnosticeret i omkring 1 ud af 15.000 nyfødte. Sygdommen skyldes en defekt på kromosom nr. 15, hvor gener i område q11-q13 er impliceret. En defekt på kromosom nr. 15 er også årsag til Angelman syndrom.

## Symptomer
Blandt symptomerne er muskelslaphed i det første leveår.
Senere viser det mest karakteristiske symptom, som er manglende mæthedsfornemmelse. Den manglende mæthedsfornemmelse fører til øget appetit og overspisning. Som konsekvens kan patienten få sprængt mavesæk. Fedme forekommer meget hyppigt; og tilmed fra en ung alder. Mere almindelig er også type 2-diabetes. Endvidere har patienten lav IQ, også betegnet "mental retardering".

## Forholdsregler
På trods af sygdommen er uhelbredelig kan der tages forholdsregler. Eksempelvis bør en patient ikke selv stå for madlavning.

## Navngivning
Sygdommen er opkaldt efter de schweiziske læger Andrea Prader og Heinrich Willi, der i 1956 sammen med Alexis Labhart beskrev sygdommen.